# Stjórnin
Stjórnin was een IJslandse groep begin jaren 90.
Ze vertegenwoordigden IJsland op het Eurovisiesongfestival 1990 in Zagreb met het lied Eitt lag enn, ze eindigden 4de. IJsland doet sinds 1986 mee maar hun eerste drie deelnames eindigden alle drie op een 16de plaats, in 1989 waren ze zelfs laatste. De vierde plaats in Zagreb was dus wel een hele opsteker. Ze brachten het lied ook uit in het Engels, One more song.
De groep bestond uit Sigríður Beinteinsdóttir en Grétar Örvarsson. Twee jaar later zouden ze opnieuw aantreden, ditmaal in de groep Heart 2 Heart.
Discografie
- Eitt lag enn (1990)
- Stjórnin (1992)
- Rigg (1993)
- Stjórnarlögin 1989-1995 (1995)
- Sumar nætur (1996)
- Stjórnin@2000 (1999)

1986: ICY · 
1987: Halla Margrét · 
1988: Beathoven · 
1989: Daníel Ágúst · 
1990: Stjórnin · 
1991: Stefán & Eyfi · 
1992: Heart 2 Heart · 
1993: Inga · 
1994: Sigga · 
1995: Bo Halldórsson · 
1996: Anna Mjöll · 
1997: Paul Oscar · 
1999: Selma · 
2000: August & Telma · 
2001: Two Tricky · 
2003: Birgitta · 
2004: Jónsi · 
2005: Selma · 
2006: Silvia Night · 
2007: Eiríkur Hauksson · 
2008: Euroband · 
2009: Yohanna · 
2010: Hera Björk · 
2011: Sigurjón's Friends · 
2012: Gréta Salóme & Jónsi · 
2013: Eyþór Ingi Gunnlaugsson · 
2014: Pollapönk · 
2015: María Ólafsdóttir · 
2016: Gréta Salóme · 
2017: Svala · 
2018: Ari Ólafsson · 
2019: Hatari · 
2021: Daði & Gagnamagnið · 
2022: Systur · 
2023: Diljá · 
2024: Hera Björk · 
2025: Væb